# Monastère de l'Ascension Makarievski
Pour les articles homonymes, voir Monastère de l'Ascension.

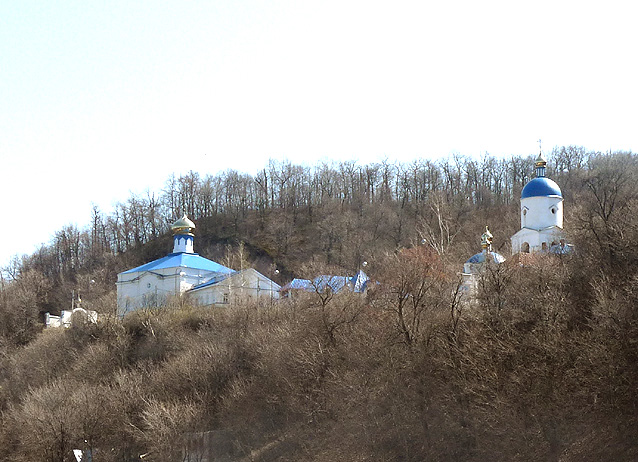
Monastère Makarevski à Sviajsk

Le monastère de l'Ascension Makarievski ou monastère de l'Ascension-Saint-Macaire (russe : Воснесенский Макаревский монастыр) appelé aussi poustinia Makarevskaïa de Sviajsk (russe : Свияжская Макарьевская пустынь) est un monastère orthodoxe pour hommes de l'éparchie de Kazan et du Tatarstan, situé en face de l'île fluviale du village de Sviajsk, sur l'autre rive de la Volga à 30 km, à l'ouest de la ville de Kazan.

## Histoire
Le monastère est fondé dans la première moitié de XVIIe siècle par le moine skhimnike du monastère Makarevski Ounjenski (ru). Selon la tradition, Macaire de l'Ounja (1349-1444) avait prié à son emplacement pour remercier Dieu de la libération de Kazan du joug de la Horde d'or en 1439. Il y avait demandé à ses successeurs de fonder un monastère à cet endroit quand les circonstances politiques le permettraient.

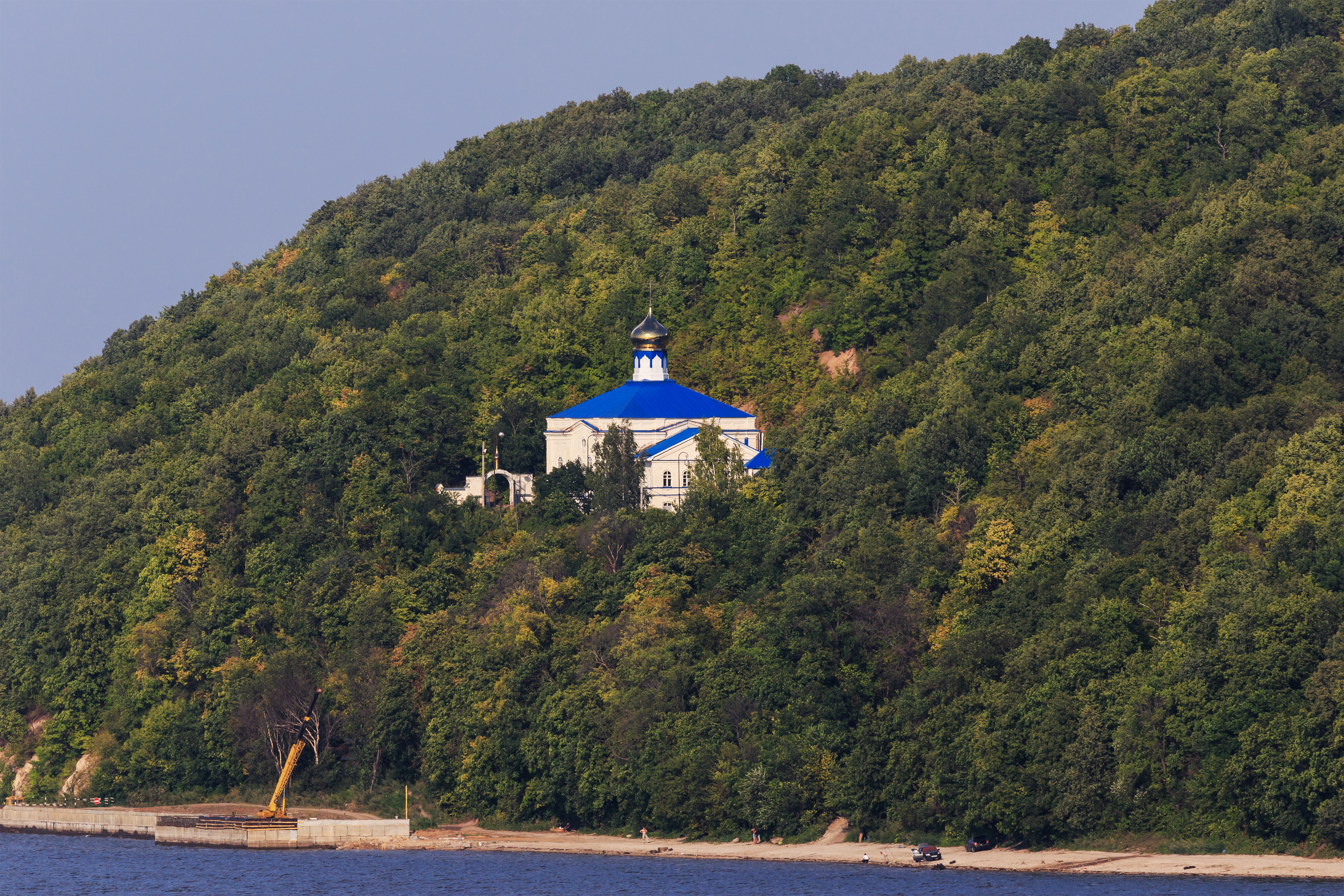
Vue depuis Sviajsk

L'ermitage Saint-Macaire était un monastère plutôt pauvre. En 1764, il est même abandonné, mais il est rouvert en 1798. Au XIXe siècle, grâce à des dons de fidèles, le monastère acquiert la propriété de terres (pour une surface de plus de 300 dessiatines). Les religieux qui l'occupent passent de quelques personnes à 40-45 moines et frères. Au début du XXe siècle le monastère disposait de deux églises en pierre : l'une en l'honneur de l'Ascension du Seigneur et l'autre consacrée à l'icône de la Vierge Marie Joie de tous les affligés. Le monastère a conservé une icône ancienne du révérend Macaire Ounjenski.

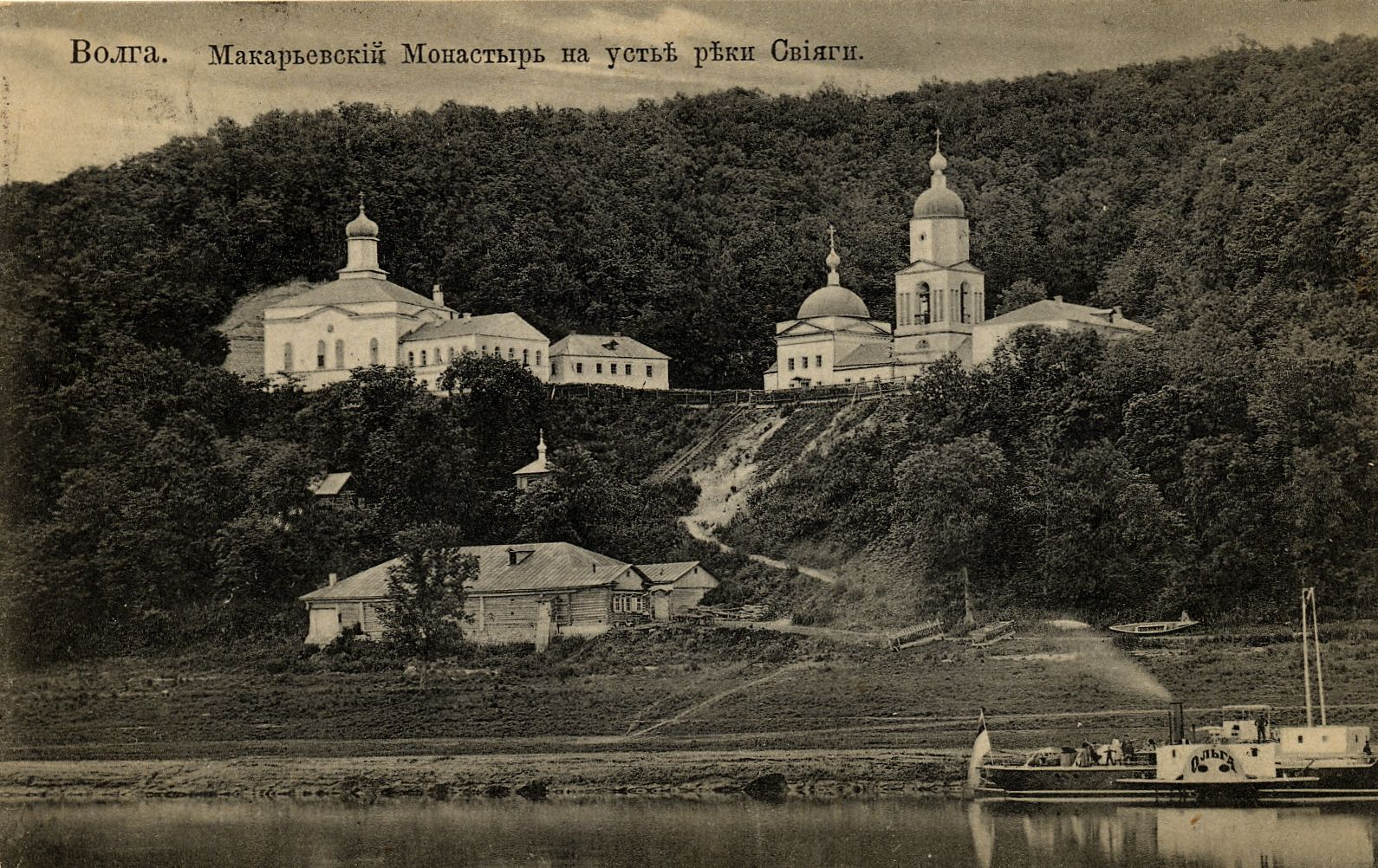
Monastère Saint-Macaire au Tatarstan

Les trois derniers abbés du monastère ont été canonisés par l'église orthodoxe : les révérends Serge Zilantovski († 1918), Théodocie Raifski († après 1928) et Alexandre Sanaksarski-Sedmiozerni(† 1961).
En 1922 le monastère est fermé durant l'époque soviétique. Il n'est rouvert qu'en 1996. Si les murs anciens ont disparu, l'ensemble qui subsiste et date du XIXe siècle est bien conservé (les décorations intérieures ont toutefois disparu). L'ensemble se compose de l'église de l'Ascension (1837) avec son clocher de 33 m de haut, à l'entrée du côté ouest (1839) et de l'église de la Mère de Dieu Tous pleurent de joie (1866). Une petite clôture, des bâtiments résidentiels datent de la même époque.
Le monastère doit son caractère pittoresque à son emplacement inhabituel sur la rive droite de la Volga, en face du village-île Sviajsk: non pas sur le sommet mais au milieu de la berge à mi-hauteur entre les rives et la crête. De tous côtés il est entouré de bois.
Au pied de la berge, se trouve une source vénérée par les fidèles, appelée Saint Macaire près d'une petite chapelle en bois. En 2013, une statue de a été érigée en l'honneur du fondateur du monastère Macaire. 
En 1989, alors que le monastère n'était pas encore rouvert après la période soviétique, le réalisateur Andreï Dobrovolski y a tourné le film Sphynx (Сфинкс (фильм)).

## Accès
Adresse de l'ermitage: 422591, République du Tatarstan, raïon de Verkhneouslonski, sloboda Vvedenskaïa. Téléphone: (8-279) 3-21-11. Accès : par la gare fluviale de Kazan jusqu'au débarcadère Roudnik.